# Tillandsia dasyliriifolia
Tillandsia dasyliriifolia là một loài thuộc chi Tillandsia. Đây là loài bản địa của México.